# Murphyella needhami
Murphyella needhami is een haft uit de familie Coloburiscidae. De wetenschappelijke naam van de soort is voor het eerst geldig gepubliceerd in 1930 door Lestage.
De soort komt voor in het Neotropisch gebied.